# Charles Jacque

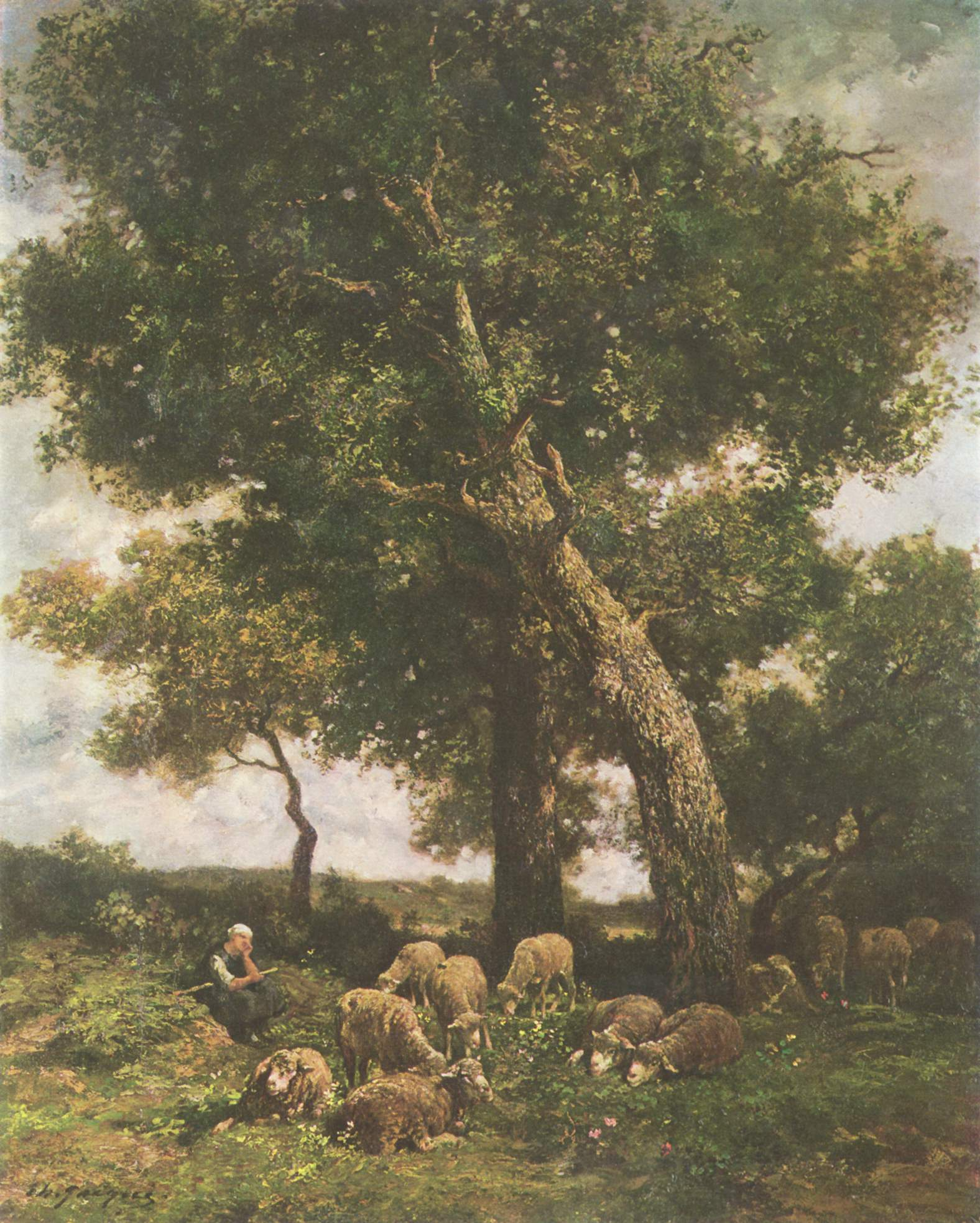
A legelőn, 1860

Charles Émile Jacque (Párizs, 1813. május 23. – Annet-sur-Marne, 1894. május 7.) francia festő és grafikus, a barbizoni iskola egyik jeles táj- és állatábrázolója.

## Élete, munkássága
Jacque nagyon gondos megfigyelő, előszeretettel ábrázolja a birkanyájakat a szabadban, a tanyai istállót, a sertéseket óljuk körül és a baromfiudvart. Rézkarcai is kiválóak. Stílusának kezdeti modorosságát hamarosan elhagyja, s széles ecsetvonásokkal fest, állatábrázolásaival együtt a növényi világot és az évszakok, napszakok változásait és  az időjárás viszontagságait is megfesti. Legjobb barátai Barbizonban Théodore Rousseau és Jean-François Millet, sok is közöttük a hasonlóság, Jacque kitűnő tájfestő éppen úgy, mint Rousseau, a haszonállatok tanya körüli ábrázolásának súlyos realizmusával pedig a francia paraszti világot festi meg éppen úgy, mint Millet az ő emberábrázolásával. Az iparosodó, városiasodó világban nosztalgiával gondoltak a nemrégen még vidéken élt emberek a szabad természeti táj erdőire, legelőire, az ott barangoló juhnyájakra, sokat is festette Jacque ezt a témát, volt is vele sikere. Constant Troyon mellett Jacques a barbizoni iskola másik nagy állatfestője.

## Főbb munkáiból
- Tájkép birkanyájjal (Galerie Michael)
- A nyáj hazatérése (Anderson Galleries, LLC, Beverly Hills)
- A pásztorlány és az ő nyája, 1855 (South Coast Fine Art)
- A pásztorlány és az ő nyája eső előtt (Westbrook Galleries Inc.)
- A legelőn, 1860 (Budapest, Szépművészeti Múzeum)
- Nagy és kis major (Louvre)
- Tyúkok és kakas (Mühlhausen)

## A művész négy rézkarca

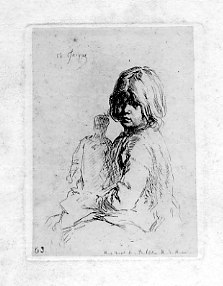
A művész kislánya, 1840
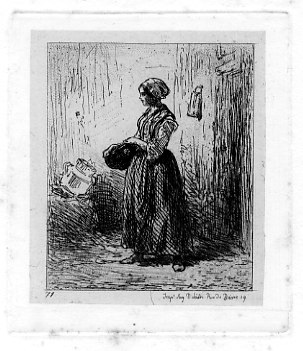
Fiatal nő, 1850
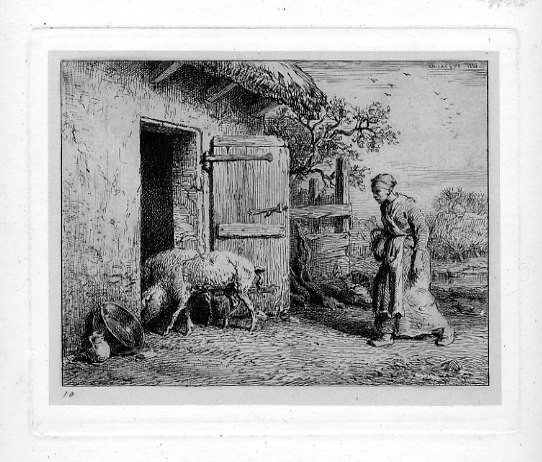
Sertésólnál, 1848
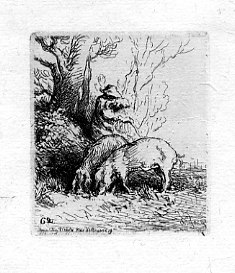
Legelő sertések őrzőjükkel, 1840